# Lyctos Facula
Lyctos Facula är ett berg på en av Jupiters minsta månar Amalthea. Man tror att berget är 20 kilometer högt, nästan två och en halv gånger så högt som Mount Everest. Mons Lyctas är ett av två kända berg på Amalthea. 
Mer forskning behövs om dessa mystiska geografiska strukturer.